# Orgue Hammond

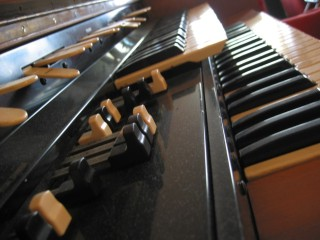
Claviers d'un Hammond L-100

Roue phonique tournant devant un capteur

Pour les articles homonymes, voir Orgue (homonymie) et Hammond.
Pour un article plus général, voir Orgue électronique.
 (avril 2025).
L'orgue Hammond est un instrument électromécanique à clavier, inventé dans les années 1930 par Laurens Hammond. S'inspirant de l'orgue traditionnel, il était initialement destiné à équiper des églises n'ayant pas la place ou les moyens financiers d'en disposer,.

## Génération de son
Le principe de fonctionnement est celui de la roue phonique, inventée au début du XXe siècle pour le telharmonium,, basé sur un ensemble de 91 pignons entraînés par un moteur électrique alternatif synchrone qui cale sa vitesse de rotation sur la fréquence du courant (60 Hz, aux États-Unis).
Lesdits pignons sont constitués d'un matériau ferromagnétique. Ils ont un nombre de dents différent, en fonction de la fréquence à synthétiser. Ils tournent dans le champ magnétique émis par un aimant, proche de chaque pignon. La rotation du pignon induit une variation de ce champ magnétique, dont la fréquence est proportionnelle au nombre de dents de ce pignon. Une bobine centrée sur l’aimant sert alors de capteur pour le champ magnétique variable, transformant la variation magnétique en courant alternatif de cette même fréquence. Il y a autant de pignons/aimant/bobines que de fréquences sonores à générer. En utilisant un système à base de tirettes, on peut ajouter différentes fréquences quand l’organiste appuie sur une touche du clavier. C’est ainsi qu’est généré le fameux son Hammond. Cet instrument est un orgue électromécanique muni d'un amplificateur et non un instrument électronique,.

## Modèles Hammond
Le modèle le plus connu est le B-3. Mis au point en 1955, — et toujours utilisé plus de 60 ans après —, il se différencie de ses prédécesseurs par l'utilisation d'un système de percussion et de tirettes linéaires. Cet instrument est toujours très utilisé dans le jazz, le blues ou le rock. Il est mondialement popularisé par Jimmy Smith, et, en France, par Rhoda Scott, la « dame aux pieds nus » (« The Barefoot Lady »).
En 1958, alors que la firme Hammond s'apprête à sortir un nouveau modèle (le A-100) pour lui succéder, elle décide — devant l'explosion des ventes et grâce à Jimmy Smith — de prolonger la production du B-3, sans savoir encore que ce modèle sera la référence de la marque.
L'orgue Hammond est souvent associé à une cabine Leslie (du nom de son inventeur Donald Leslie), un dispositif muni d'un haut-parleur fixe devant lequel tourne un plan incliné — et, par la suite, d'un haut-parleur rotatif — destiné à créer des vibratos sans autre artifice que l'amplification et le mouvement de rotation. Les cabines Leslie utilisent des amplificateurs à lampes, qui ajoutent une distorsion naturelle (« overdrive »), ce qui est devenu un aspect emblématique du « son Hammond »,.
Compte tenu du coût élevé de sa fabrication, la production du B-3 est arrêtée fin 1974,. Il est remplacé par le B-3000, un instrument électronique à l'aspect identique au B-3 mais qui n'a pas le son typique du modèle à roues phoniques.
Hammond a aussi produit des orgues d'appartement : la série Aurora Custom et le modèle Concorde.

## La marque Hammond
Le nom, la marque et les licences Hammond sont rachetés, en 1985, par Noël Crabbe, un Australien. Il confie alors la recherche, le développement et la fabrication des instruments imitant de manière numérique les orgues électromécaniques au groupe japonais Suzuki. Ont ainsi été produits, successivement, les modèles XB1, XB2, XK1, XK2 et XK3 ainsi que des double claviers du type CX 5000.

## Les «clones»
L'orgue Hammond est un instrument très lourd : un orgue B-3, avec son banc et son pédalier de basses, pèse 193 kg.
De plus, c'est un instrument électromécanique assez compliqué, en général très fiable, mais qui peut quand même tomber en panne pendant un concert.
De ce fait, il y a une forte demande, parmi les musiciens, pour une façon plus simple de reproduire le « son Hammond ». Les premiers orgues électroniques qui imitent ce son, les combo organs (Vox Continental ou Farfisa Professional), sont utilisés par des musiciens comme Ray Manzarek, des Doors, sur When the Music's Over, ainsi que Alan Price, du groupe The Animals, dans The House of the Rising Sun. Après plusieurs années d'améliorations, on arrive à des instruments électroniques légers reproduisant assez bien le son Hammond, comme les Roland VK7, VK-88 et VK-8, les Korg BX-3 et CX-3, les Kurzweil K2600 et K2600x ou les Clavia Nord Electro, Nord Stage, C1 puis C2.
La marque Hammond produit elle-même de nouveaux orgues utilisant une technologie numérique, notamment le XK-3c, le New B-3 et les modèles SK1 et SK2, plus simples et plus abordables. Ces instruments sont considérés par les musiciens de jazz comme assez réalistes et capables de reproduire une qualité de son proche des modèles à roues phoniques. Ils sont désormais adoptés par les plus grands organistes de jazz. Il faudra toutefois attendre l'orgue XK5 — considéré comme la version la plus aboutie, avec notamment un nouveau clavier multi-contacts et les quatre jeux de tirettes harmoniques présents sur les orgues de référence (B-3, C-3 et A-100) — pour retrouver toutes les nuances, subtilités sonores et sensations de toucher des instruments originels.
Enfin, des émulations logicielles de qualité existent, tels le B4 II de Native Instruments, VB3 de Genuine Soundware et (sous Linux) Beatrix, Blue3 de GG Audio, le B-3X de IK Multimedia ou encore le B-3 V d'Arturia. Une autre émulation logicielle, le HX3 de KeyboardPartner, imite parfaitement le son du B-3 avec tous les réglages possibles. Il existe également sous forme d'expandeur MIDI.
Dernier né des clones d'orgue Hammond, l'orgue italien KeyB duo utilise un système Linux/Beatrix embarqué. Plus récemment, avec le même moteur sonore, on trouve le Numa Organ.

## Organistes célèbres[19],[8]

### Années 1930-1940
- Count Basie
- Korla Pandit
- Ethel Smith
- Fats Waller

### Années 1950-1970
- Don Airey (Rainbow, Deep Purple)
- Gregg Allman (The Allman Brothers Band)
- Rod Argent (The Zombies, Argent)
- Brian Auger (The Steampacket, Trinity, Brian Auger's Oblivion Express, CAB)
- Tony Banks (Genesis)
- Hugh Banton (Van der Graaf Generator)
- Peter Bardens (Them, Camel, Van Morrison)
- Lou Bennett
- Gerry Boulet (Offenbach)
- Milt Buckner
- Francis Décamps (Ange)
- Joey DeFrancesco (Grover Washington, Jr., Miles Davis, Ray Charles, Diana Krall, Van Morrison, etc.)
- Bill Doggett
- Keith Emerson (The Nice, Emerson, Lake and Palmer, Emerson, Lake and Powell, 3)
- Georgie Fame (The Blue Flames, Van Morrison, Bill Wyman)
- Clare Fischer
- Matthew Fisher (Procol Harum)
- Ken Hensley (The Gods, Uriah Heep)
- James Newton Howard (Elton John entre autres)
- Garth Hudson (The Band, Van Morrison)
- Karl Jenkins (Nucleus, Soft Machine)
- Booker T. Jones (Booker T. and the M.G.'s)
- John Paul Jones (Led Zeppelin)
- Tony Kaye (Yes, Badger, David Bowie, Badfinger)
- Al Kooper (Blood, Sweat and Tears)
- Jon Lord (Deep Purple, Whitesnake)
- Eddy Louiss
- Jack McDuff
- Jimmy McGriff
- Kerry Minnear (Gentle Giant)
- Jackie Mittoo (The Skatalites)
- Patrick Moraz (Refugee, Yes, Moody Blues)
- Don Patterson
- Billy Preston
- Alan Price (The Animals)
- Mike Ratledge (Soft Machine)
- Freddie Roach
- Gregg Rolie (Santana, Journey)
- Jordan Rudess (Dream Theater)
- Leon Russell (George Harrison, Delaney & Bonnie, Beach Boys entre autres.)
- Rhoda Scott
- Shirley Scott
- Dr. Lonnie Smith
- Jimmy Smith
- Dave Stewart (Egg, Khan, National Health, Hatfield and the North )
- Vangelis (The Forminx, Aphrodite's Child, Jon & Vangelis)
- Rick van der Linden (Ekseption, Trace)
- Rick Wakeman (Strawbs, Yes, Anderson Bruford Wakeman Howe, Yes Featuring Jon Anderson, Trevor Rabin, Rick Wakeman)
- Walter Wanderley
- Steve Walsh (Kansas)
- Steve Winwood (The Spencer Davis Group, Traffic, Blind Faith, Stomu Yamashta's Go)
- Gary Wright (Spooky Tooth)
- Richard Wright (Pink Floyd)
- Klaus Wunderlich
- Larry Young

### Années 1980-1990
- Patrice Galas
- Franz Lambert
- Charly Oleg
- Dizzy Reed (Guns N' Roses)

### Années 2000-2020
- Emmanuel Bex
- Barbara Dennerlein
- Thierry Eliez
- Larry Goldings
- Cory Henry de Snarky Puppy
- Bradley Joseph
- Pär Lindh (Pär Lindh Project)
- Lucky Peterson
- Melvin Rhyne
- Benoît Sourisse
- Nobuo Uematsu (The Black Mages)
- Gerard Gibbs
- Akiko Tsuruga